# August Löhnert
August Löhnert (* 23. Oktober 1874 in Schwarza; † 8. Dezember 1941 in Suhl) war ein deutscher kommunistischer Widerstandskämpfer gegen das Naziregime.

## Leben
Er besuchte die Volksschule und nahm danach eine Lehre zum Zimmermann auf. Schon frühzeitig schloss er sich der Sozialdemokratischen Partei Deutschlands (SPD) an. Im Jahre 1916 wechselte er zur Unabhängigen Sozialdemokratischen Partei Deutschlands (USPD) und trat 1920 in die Kommunistische Partei Deutschlands (KPD) ein. Zeit seines Lebens bezog er Position gegen den Militarismus, zunächst des Deutschen Kaiserreiches, in der Weimarer Republik gegen die Reichswehr und die militaristischen Traditionsverbände, und unter den Nazis gegen die Vorbereitung und Anzettelung  eines neuen Krieges. 1920 beteiligte er sich an der Niederschlagung des Kapp-Putsches. Er turnte im Arbeiterturnverein, sang im Arbeitergesangverein und gehörte dem Gartenbauverein seines Wohnortes Dietzhausen an. Nachdem er geheiratet hatte, erbaute er sich hier ein einstöckiges Wohnhaus am Eulsberg. Im Nebenerwerb besserte die Familie ihr schmales Einkommen auf mit Ackerbau auf einem steilen Feld hinter dem Haus und durch die Haltung einiger Ziegen. In der Nazizeit beteiligte sich August Löhnert an einer Dietzhausener Widerstandsgruppe. Einige der Beteiligten  waren am 24. November 1941 von den Gestapo-Kriminalsekretären Weiner und von Zweidorff vom Arbeitsplatz weg verhaftet worden. Neben August Löhnert waren das Wilhelm Hartung, Hermann Schmidt und Oskar Kleffel. Von den Häftlingen wurden Aussagen erpresst, die sie später vor dem Amtsrichter wieder zurückzogen. August Löhnert ist nach seiner Aussage vor dem Amtsrichter am 8. Dezember 1941 im Gefängnis von Suhl in den Tod getrieben worden. Der Sohn Richard Löhnert bekam lediglich von der Zellentür aus Gelegenheit, die Identität des Vaters festzustellen.
August Löhnert war verheiratet mit Emilie geborene Liebaug und hatte mit ihr den Sohn Richard.

## Erinnerung
Am 5. Mai 2008 wurde vor dem Tor des ehemaligen Amtsgerichtsgefängnisses in der Schleusinger Straße von Suhl ein Stolperstein gelegt.